# Gmina Brdovec
Gmina Brdovec (chorw. Općina Brdovec) – gmina w Chorwacji, w żupanii zagrzebskiej. W 2011 roku liczyła  11134 mieszkańców.